# Karl Gustav Manitius

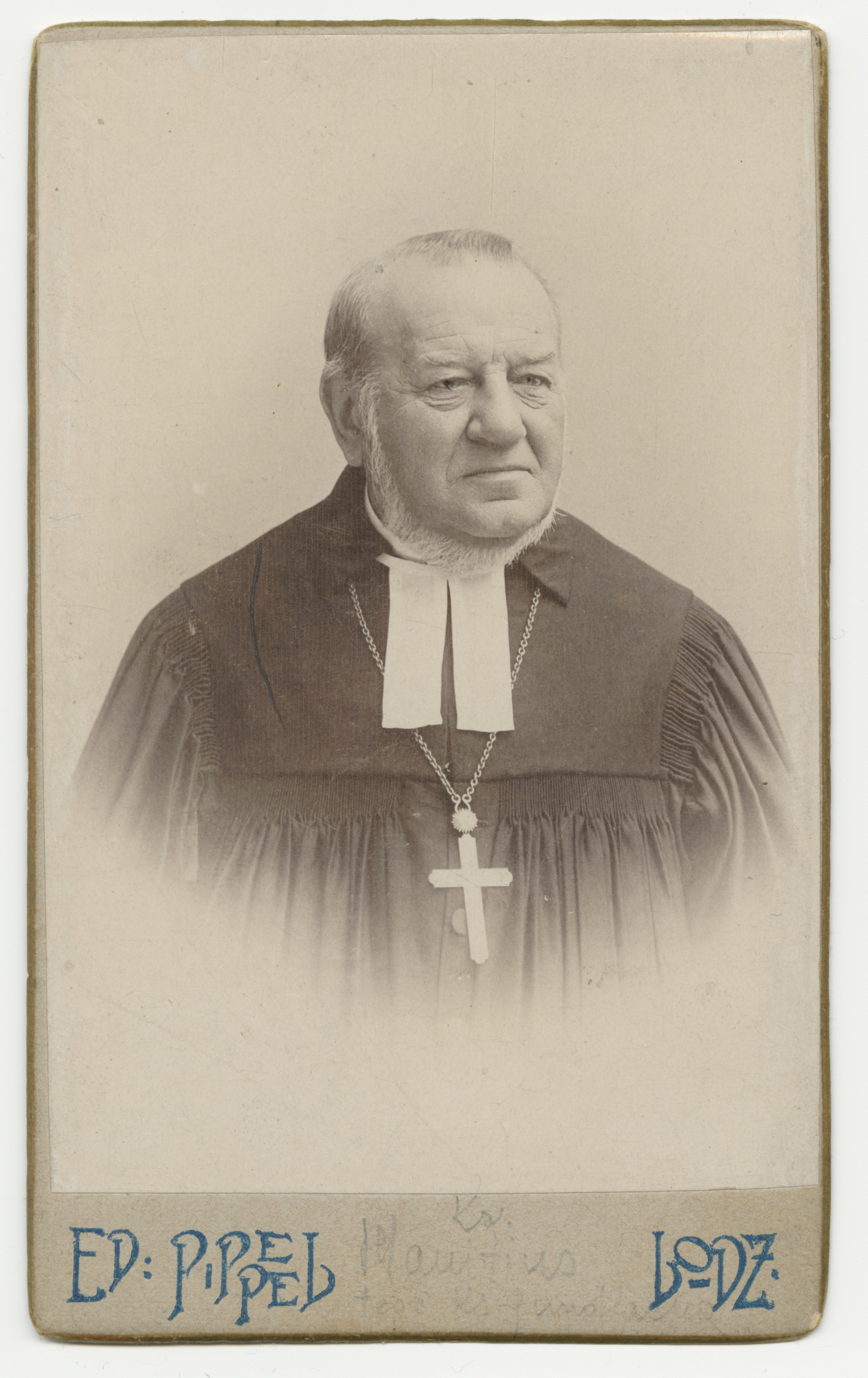
Karl Gustav Manitius

Karl Gustav Manitius (* 28. September 1823 in Płock, Polen; † 14. Mai 1904 in Warschau) war ein lutherischer Theologe und als Generalsuperintendent leitender Geistlicher der Evangelisch-Augsburgischen Kirche in Polen.

## Werdegang
Karl Gustav Manitius wuchs als Sohn von Karl Ferdinand Manitius und Wilhelmine Lesse auf. Von 1843 bis 1846 studierte er an der Kaiserlichen Universität Dorpat Theologie und wurde am 10. Mai 1846 zum geistlichen Amt ordiniert.
Sein Vikariat absolvierte Manitius in Kalisch (polnisch: Kalisz) und war danach Administrator der Pfarren in Kleszczów (1847–1848) und Przasnysz (1849–1853).
Im Jahre 1853 wurde er Pfarrer an der St.-Trinitatis-Kirche zu Łódź. Auf Befehl des Statthalters vom 11. Januar 1865 wurde Manitius wegen seiner Parteinahme für die Aufständischen 1863/64 aus Łódź entfernt und nach Łomża versetzt. Hier blieb er bis 1867.
Im Jahre 1867 erhielt er die Berufung als Pfarrer in Warschau und wurde  Mitglied des Konsistoriums. 1878 bis 1895 übte er zusätzlich das Amt eines Superintendenten der Diözese Warschau aus. Im Jahre 1895 schließlich erhielt er die Ernennung zum Generalsuperintendenten und damit geistlichem Leiter der gesamten Evangelisch-Augsburgischen Kirche in Polen. Manitius, der am 10. Mai 1896 sein 50-jähriges Amtsjubiläum feierte, blieb bis zu seinem Tode in diesem Amt, in das ihm Juliusz Bursche 1904 nachfolgte.
Manitius war in erster Ehe seit 1848 mit Johanna Ludwike Spieß († 1875), in zweiter Ehe mit Marie Jonscher verheiratet und hatte insgesamt sechs Kinder.
Karl Gustav Manitius galt als „ein ausgezeichneter Kanzelredner“ mit „erhebenden Predigten“ und genoss große Autorität in der Ausübung seines bischöflichen Amtes.

## Werke
Von Karl Gustav Manitius stammen mehrere Übersetzungen aus dem Deutschen ins Polnische: ein Leitfaden mit Erklärungen des Kleinen Katechismus von Martin Luther wie auch die Kirchengeschichte von Kurtz (mit einem ergänzenden Beitrag über den polnischen Protestantismus).
Außerdem veröffentlichte er ein Lebensbild von Philipp Melanchthon in der Zeitschrift Zwiastun Ewangeliczny (1866) und die Polnische Agende (1889).
Außerdem arbeitete Manitius bei der Revision der polnischen Übersetzung des Neuen Testaments von 1881 mit, und ebenso beteiligte er sich an der Revision des deutschen Gesangbuches, an der Korrektur der neuen polnischen Übersetzung des Katechismus von 1900 und an den Kommissionsarbeiten zur Herausgabe eines polnischen Gesangbuches.